# Martino Datis
Martino Datis (Soissons, XVI secolo – XVI secolo) è stato un organaro francese.

## Biografia
Organaro itinerante originario di Soissons, in Piccardia, attivo in Liguria, Friuli, Veneto, Istria e Dalmazia. Non si hanno altre notizie biografiche, ad eccezione della paternità: era figlio di Arnaldo, già defunto nel 1555.
Renato Lunelli lo identifica con l'organaro che, secondo una testimonianza di Giovanni Battista Morsolino (24 settembre 1582), rovinò l'organo della Madonna dell'Orto a Venezia: «il miglior organo d'Europa, et è stato guasto da un francese, che li promise far mirabilia; et lo guastò».

### Opere
- 1555 Genova, Santa Cosma e Damiano (costruzione di canne)
- 1558 Gemona, Pieve di Santa Maria (restauro)
- 1560 - 1563 - 1565 Capodistria, Cattedrale della Beata Vergine Assunta (riparazioni)
- 1563 Sebenico, Cattedrale (riparazioni)
- 1567 - 1576 Pirano, Collegiata di San Giorgio (riparazioni)
- 1574 Spalato, Cattedrale (riparazioni)
- 1582 Venezia, Madonna dell'Orto (riparazioni)